# Frédéric Chopin
Frédéric François Chopin (polsk: Fryderyk Franciszek Chopin eller sjældnere Szopen; født 22. februar eller snarere 1. marts 1810 , død 17. oktober 1849) var en polsk komponist og klavervirtuos af polsk-fransk afstamning. Han betragtes som en af de vigtigste repræsentanter for romantikkens musik. Chopin blev født i Żelazowa Wola, en landsby i Hertugdømmet Warszawa. Han voksede op i Warszawa, hvor han også fik sin musikalske uddannelse. Han nåede at komponere mange værker for klaver, inden han i 1830 i en alder af 20 år forlod Polen umiddelbart før Novemberopstanden.
Chopin bosatte sig i Paris lige som mange andre polske flygtninge. I de følgende 19 år gav han kun ca. 30 offentlige koncerter. Han holdt mest af at spille under hyggeligere forhold i byens saloner eller hjemme i sin lejlighed. I Paris ernærede han sig som komponist og klaverlærer. Efter en del romantiske forhold til forskellige polske kvinder, herunder en mislykket forlovelse, levede Chopin fra 1837 til 1847 sammen med den franske forfatterinde Armandine Dupin (med pseudonymet ”George Sand”). Det meste af sit liv døjede Chopin med dårligt helbred; han døde i Paris i 1849 i en alder af 39 år.
Hovedparten af Chopins musikalske produktion er soloværker for klaver; han komponerede også to klaverkoncerter, en del kammermusik og 20 melodier til polske tekster. Mange af hans klaverværker kræver en veludviklet teknik. Hans soloværker spænder over mange genrer som balladen (som han gjorde til en selvstændig genre inden for klassisk musik), mazurkaen, valsen, nocturnen, polonæsen, etuden, impromptuet, scherzoen og præludiet.

## Biografi

### Barndom
Chopin blev født i landsbyen Żelazowa Wola 46 kilometer vest for Warszawa i Hertugdømmet Warszawa. Der hersker uklarhed om hans præcise fødselsdato; en kirkebog, der blev fundet i 1892, angiver den 22. februar 1810 som hans fødselsdag, men selv anførte Chopin og hans familie den 1. marts som hans fødselsdag. Ifølge et brev fra Chopin til formanden for Det Polske Litterære Selskab i Paris den 16. januar 1833, blev han "født den 1. marts 1810 i landsbyen Żelazowa Wola i Masovien." Han var søn af Nicolas Chopin, der var indvandret fra Lorraine i 1787, og Justyna Krzyżanowska. Chopin var parrets andet barn.
I oktober 1810, da Frédéric var syv måneder gammel, flyttede familien til Warszawa, hvor Nicolas Chopin var blevet tilbudt arbejde som fransklærer ved Warszawa Lyceum (gymnasium). Familien kom til at bo i nærheden af gymnasiet. Da det flyttede i 1817, flyttede familien ind i en rummelig lejlighed tæt ved det. Chopin studerede ved Warszawa Lyceum fra 1823 til 1826.
Familien Chopins hjem emmede af polsk kultur og sprog; det var en af grundene til, at Chopin aldrig lærte at tale flydende fransk. Biografen Louis Énault citerer George Sand for at have beskrevet Chopin som ”mere polsk end Polen.”
I familien Chopin var der mange med musikalske talenter. Chopins far spillede fløjte og violin; hans mor spillede klaver og underviste drenge i klaverspil. Af den grund blev Chopin fortrolig med musik i en ung alder. Seks år gammel begyndte han at spille de melodier, han hørte og finde på nye. Hans storesøster Ludwika var den første, der underviste ham i klaverspil.
Chopins første professionelle klaverlærer var tjekken Wojciech Żywny, der underviste ham fra 1816 til 1822. Chopins evner oversteg dog hurtigt Żywnys. Som syvårig begyndte den ”lille Chopin” ("Szopenek") at give offentlige koncerter, som fik hans publikum til at sammenligne ham med Mozart og Beethoven. Samme år komponerede den syvårige Chopin to polonæser - i g-mol og B-dur. I 1821 forærede Chopin sin klaverlærer en ny polonæse i As-dur. Denne polonæse viste store fremskridt inden for harmoni, melodi og klaverteknik.
Omtrent på den tid overværede zar Alexander 1. af Rusland en af Chopins koncerter, da han var i Warszawa for at åbne Sejmen, det polske parlament. Chopin spillede også tit hjemme hos storfyrst Konstantin Pavlovitj af Kongrespolen, hvis søn var Chopins klassekammerat.
I 1820’erne, da Chopin studerede ved Warszawa Lyceum og byens konservatorium, tilbragte han alle sine ferier på landet. Her hørte han mange polske folkemelodier. Også på sine andre rejser på landet lærte han mange folkemelodier, som han brugte som inspiration til sine værker.
- Brochów Kirke: "Her blev Fryderyk Chopin, født 22. februar 1810 i Żelazowa Wola, døbt den 23. april 1810."
- Chopins storesøster Ludwika.
- Szafarnia Palæ, hvor Chopin holdt ferie i 1824 og 1825.
- Wojciech Żywny (1829).

### Uddannelse
I 1823 blev Chopin optaget på Warszawa Lyceum, men han fortsatte med at få klaverundervisning af Żywny.
I efteråret 1826 påbegyndte Chopin et treårigt studium på Warszawas konservatorium, der var tilknyttet byens universitet, med den schlesiske komponist Józef Elsner som lærer. Chopin lærte musikteori, becifring og komposition.
I sine evalueringer gjorde Elsner opmærksom på Chopins bemærkelsesværdige talent og musikalske geni. Elsner var tilbageholdende med at lære Chopin “snævre, akademiske og utidssvarende” regler og ønskede i stedet, at Chopins talent fik lov at udvikle sig på dets egne præmisser.
I 1827 flyttede familien til en bolig i Krasiński-palæets sydlige anneks, som lå over for universitetet (i dag huser Krasiński-palæet Warszawas Kunstakademi). Her fortsatte forældrene med at drive pensionat for mandlige studerende. Den unge Chopin boede hos dem, indtil han forlod Warszawa i 1830.
Chopin blev gode venner med fire af sine forældres logerende: Tytus Woyciechowski, Jan Białobłocki, Jan Matuszyński og Julian Fontana. Senere mødtes han ofte med Matuszyński og Fontana i Paris.
I 1829 malede den polske kunstner Ambroży Mieroszewski fem portrætter af medlemmerne af familien Chopin (den yngste datter, Emilia, var død i 1827): Chopins forældre, hans storesøster Ludwika, lillesøsteren Izabela og ham selv (Mieroszewskis portræt menes at være det første af Chopin). De originale portrætter forsvandt under 2. Verdenskrig, og kun sort-hvide fotografier af dem er bevaret.

### Ungdom
I september 1828 tog den 18-årige Chopin på sin første udlandsrejse sammen med familievennen Feliks Jarocki, der var zoolog. Jarocki skulle deltage i et videnskabeligt møde i Berlin.
I Berlin overværede Chopin mange operaer og koncerter, og han så berømtheder som Carl Friedrich Zelter og Felix Mendelssohn. På hjemrejsen blev han modtaget af fyrst Antoni Radziwiłł, der var guvernør i storfyrstendømmet Posen og desuden komponist og cellist. Chopin komponerede sin Introduction et Polonaise brillante i C-dur for cello og klaver, opus 3, til fyrsten og hans datter Wanda.
Hjemme i Warszawa hørte Chopin i 1829 Niccolò Paganini spille og mødte den tyske pianist og komponist Johann Nepomuk Hummel. I august samme år, tre år efter at have fuldendt sine studier ved konservatoriet i Warszawa, fik Chopin sin debut i Wien. Han gav to koncerter og modtog mange rosende anmeldelser, skønt der også var nogle, der klagede over, at han spillede for lavt.
I december 1829 gav Chopin en koncert i Grosserernes Klub i Warszawa; ved den lejlighed spillede han for første gang sin Klaverkoncert nr. 2 i f-mol, opus 21. Den 17. marts 1830 spillede han sin Klaverkoncert nr. 1 i e-mol, op. 11. Han begyndte også at komponere sine første Etuder (1829-32).
Chopins succes som pianist og komponist havde gjort ham berømt i udlandet, og han følte, at tiden var inde til at tage på turné i Europa. Den 2. november 1830 forlod han Polen for, som det viste sig, aldrig mere at vende tilbage. Med sig havde han en ring fra Konstancja Gładkowska og en sølvkop med muld fra sit hjemland. Hans hensigt var at tage til Østrig for derfra at fortsætte til Italien.
Senere på måneden brød Novemberopstanden ud i Warszawa, og Chopins ven og rejsekammerat Tytus Woyciechowski besluttede at vende hjem til Polen og melde sig som soldat.
Chopin tilbragte de første måneder i Wien i ensomhed, hjemsøgt af nostalgi. Ifølge den polske Chopin-biograf Zdzisław Jachimecki ”så han først nu, på afstand, hele Polen fra det rette perspektiv og forstod, hvad der var stort og smukt ved landet, tragedien og heroismen i dets foranderlighed.”
Den 20. juli 1831 brød Chopin op fra Wien. I stedet for at rejse til Italien drog han mod Paris. Da han i september samme år nærmede sig Paris, kom det ham for øre, at den polske opstand var slået ned. Som reaktion fyldte han siderne i en lille dagbog, som han holdt skjult til sine dages ende, med eder og forbandelser på sit polske modersmål. Han frygtede for sin families og mange andre civilisters sikkerhed, ikke mindst de polske kvinders; han begræd ”den dygtige [general] Sowińskis” død (Chopin havde dedikeret et værk til Sowińskis kone); han bebrejdede franskmændene, at de ikke var kommet polakkerne til hjælp; og han udtrykte skræk over, at Gud havde tilladt russerne at knuse det polske oprør – ”eller er du [Gud] mon selv russer?" Hans frustration kom til udtryk i hans Scherzo nr. 1 i h-mol, opus 20 og hans Revolutionsetude i c-mol, opus 10, nr. 12.

### Paris
Chopin ankom til Paris i slutningen af september 1831. Han vidste ikke, om han skulle bosætte sig permanent i byen. I februar 1832 gav Chopin en koncert, som vakte stor beundring. En toneangivende musikforsker og anmelder François-Joseph Fétis skrev i Revue Musicale: ”Her ser vi en ung mand, der … har fundet en, om ikke fuldstændig fornyelse af klavermusikken, så i hvert fald noget, der før er blevet søgt uden held, nemlig en rigdom af originale ideer, som ikke har set mage andetsteds …” Blot tre måneder tidligere (i december 1831) havde Robert Schumann, efter at have studeret Chopins Variationer over ’La ci darem la mano’, opus 2 (variationer over et tema fra Mozarts opera Don Giovanni), skrevet: ”Hatten af, mine herrer! Et geni.”
Efter sin parisiske koncertdebut i februar 1832 gik det op for Chopin, at hans lette klaverteknik ikke egnede sig til koncertsale. Senere på året mødte han den velhavende Rotschild-familie, ved hvis mellemkomst han fik adgang til Paris’ mondæne saloner.
I Paris mødte Chopin kunstnere og andre prominente personligheder, og han fik mulighed for at dyrke sit talent og opnå berømmelse. Inden længe havde han etableret sig som klaverlærer for elever fra hele Europa, hvilket gav ham en betragtelig indtægt. Han blev ven med Hector Berlioz, Franz Liszt, Vincenzo Bellini, Ferdinand Hiller, Felix Mendelssohn, Heinrich Heine, Eugène Delacroix, fyrst Adam Jerzy Czartoryski, Alfred de Vigny og Charles-Valentin Alkan.
Skønt Chopin var glødende polsk patriot, brugte han i Frankrig den franske form af sit navn og rejste med fransk pas, muligvis for at være uafhængig af russiske dokumenter. Chopins franske pas blev udstedt den 1. august 1835, efter han var blevet fransk statsborger.
I Paris optrådte Chopin sjældent for et stort publikum. Senere gav han en årlig koncert i Salle Pleyel, hvor der var plads til 300. Han spillede tiere i salonerne, hvor medlemmer af aristokratiet og det kunstneriske miljø mødtes; men han foretrak at spille i sin egen lejlighed for en lille kreds af venner. Hans dårlige helbred forhindrede ham i at tage på store turneer som rejsende virtuos, og bortset fra en enkelt koncert i Rouen forlod han sjældent Paris. Hans indtægter fra klaverundervisningen skånede ham for besværlighederne ved at give koncerter, som han havde en medfødt uvilje imod. Arthur Hedley har bemærket, at ”det unikke ved Chopin var, at han formåede at bevare det fineste ry med kun et minimalt antal offentlige optrædener – kun lidt over 30 i hele hans levetid.”
I 1835 tog Chopin til Karlsbad, hvor han mødte sine forældre for sidste gang. På hjemrejsen gjorde han ophold i Sachsen, hvor han mødtes med nogle gamle venner fra Warszawa, familien Wodziński. Fem år tidligere havde han mødt deres datter Maria hjemme i Polen, og nu var hun 16 år gammel. Chopin forelskede sig i den charmerende, intelligente og talentfulde pige. I september 1836, da Chopin og familien Wodziński var tilbage i Dresden efter en ferie i Marienbad, friede han til Maria. Hun sagde ja, og hendes mor, grevinde Wodzińska, gav sit samtykke; men Marias unge alder og Chopins svage helbred (i vinteren 1835-36 havde han været så syg, at der i Warszawa var gået rygter om, at han var død) udsatte brylluppet på ubestemt tid. Chopins og Marias forlovelse forblev hemmelig, og de blev aldrig gift. Til sidst lagde Chopin alle brevene fra Maria og hendes mor i en stor konvolut, på hvilken han skrev de polske ord ”Moja bieda” ('min sorg').
Chopins følelser for Maria satte sig spor i hans vals i As-dur opus 69, nr. 1 (”L’adieu”), som han skrev den morgen i september, han forlod Dresden. Efter hjemkomsten til Paris komponerede han sin etude i f-mol, den anden i opus 25. Om denne etude sagde han, at den var ”et portræt af Marias sjæl”. Han sendte Maria syv sange med tekster af de polske digtere Stefan Witwicki, Józef Zaleski og Adam Mickiewicz.
Efter den mislykkede forlovelse dukkede den polske grevinde Delfina Potocka sporadisk op i Chopins tilværelse som en slags muse. Han dedikerede sin vals i Des-dur, opus 64, nr. 1 (Minutvalsen), til hende.
I Paris deltog Chopin i nogle få offentlige koncerter. Listen over de andre deltagere giver et indtryk af det parisiske kunstnerliv i denne periode. Bl.a. deltog han den 23. marts 1833 i en koncert, hvor han sammen med Liszt og Hiller opførte J. S. Bachs koncert for tre klaverer; den 3. marts 1838 spillede Chopin, hans elev Adolphe Gutman, Charles-Valentin Alkan og Alkans lærer Pierre Joseph Zimmermann Alkans arrangement for otte hænder af Beethovens symfoni nr. 7.
Chopin deltog også i tilblivelsen af Liszts Hexaméron; Chopin komponerede den sjette (og sidste) variation over Bellinis tema.

### George Sand
Ved en fest afholdt af Franz Liszts elskerinde Marie d’Agoult i 1836 mødte Chopin den franske forfatterinde og feminist Armandine Aurore Lucille Dupin (bedre kendt under pseudonymet George Sand). De forelskede sig i hinanden, og i sommeren 1838 var deres forhold en realitet om end stadig en hemmelighed.
En væsentlig begivenhed i deres forhold var den omtumlede rejse til Mallorca fra den 8. november 1838 til den 13. februar 1839. De tog af sted sammen med to af Sands børn i håb om, at det milde klima ville gavne Chopins helbred. Da de fromme indbyggere på Mallorca imidlertid fandt ud af, at Chopin og Sand ikke var gift, ville de ikke have noget med dem at gøre, og det blev svært for rejseselskabet at finde logi; det tvang dem til at tage ophold i et nedlagt karteuserkloster i Valldemossa.
Vinteren på Mallorca blev en af de mest produktive perioder i Chopins liv, om end han i begyndelsen havde problemer med at få sit Pleyel-klaver igennem tolden.
I vinterens løb forværrede det dårlige vejr Chopins helbred og kroniske lungesygdom i en sådan grad, at rejseselskabet måtte bryde op og forlade øen, for at han ikke skulle dø. Det blev nødvendigt at efterlade Chopins klaver; i dag findes det i Valldemossas karteuserkloster, der er blevet Chopin-museum.
Rejseselskabet tog til Barcelona og derfra til Marseille, hvor de blev i nogle måneder for at sunde sig. I maj 1839 tog de til Sands gods i Nohant for sommeren. I efteråret vendte de hjem til Paris, hvor Chopin og Sand boede hver for sig; men snart forlod Chopin sin lejlighed i Rue Tronchet 5 og flyttede ind i Sands hus i 16 Rue Pigalle. Dér boede de sammen med Sands to børn fra oktober 1839 til november 1842, men i de fleste somre til 1846 boede de på godset i Nohant. I 1842 flyttede de til Rue Taitbout 80.
Under sommeropholdene i Nohant, først og fremmest 1839-43, brugte Chopin megen tid på at komponere. Bl.a. Polonæse i As-dur, opus 53, der hører til hans kendteste værker.
Mens det fortsat gik ned ad bakke med Chopins helbred, begyndte deres forhold at kølnes i 1845. Problemet voksede i 1846 og kom til at involvere Sands datter Solange og den unge billedhugger Auguste Clésinger. I 1847 udgav Sand romanen Lucrezia Floriani, hvis hovedpersoner – en rig skuespillerinde og en fyrste med dårligt helbred – kan identificeres med Sand og Chopin; Chopin havde hjulpet Sand med korrekturen og var blevet stødt over hentydningerne i historien.
I 1847 besøgte Chopin ikke godset i Nohant. Fælles venner forsøgte at mægle mellem Chopin og Sand men det var forgæves. Chopin og Sand gjorde deres ti år lange forhold forbi i al stilfærdighed.

### De sidste år
Chopins popularitet som virtuos aftog, og det samme gjorde antallet af elever. I februar 1848 gav han sin sidste koncert i Paris. I april 1848, da Februarrevolutionen var i gang, rejste Chopin til London, hvor han gav et stort antal koncerter og var gæst ved talrige receptioner. Turneen var blevet foreslået af Chopins skotske elev Jane Stirling og hendes storesøster, Katherine Erskine, der var enke. Jane Stirling havde også stået for planlægningen og det meste af finansieringen.
I slutningen af sommeren inviterede Jane Stirling ham til Skotland, hvor han gæstede Calder House ved Edinburgh og Johnstone slot i Renfrewshire ved Glasgow. Begge var ejet af medlemmer af Jane Stirlings familie. Der gik rygter om, at Jane Stirling og Chopin ville indgå forlovelse, men Chopin lod ikke til at nære nogen romantiske følelser for hende. Under opholdet i Edinburgh konsulterede Chopin også den polske læge dr. Adam Łyszczyński i Warriston Crescent 10. Chopin var ofte så svækket, at Łyszczyński eller hans tjener måtte bære ham op og ned ad trapperne. Chopin gav en enkelt koncert i Edinburgh i Hopetoun Rooms i Queen Street (i dag Erskine House).
Sidst i oktober 1848 skrev Chopin sit testamente hos dr. Łyszczyński – ”en fordeling af mine ejendele for det tilfælde, at jeg skulle falde død om et sted,” skrev han til sin ven Wojciech Grzymała. Hans tanker kredsede hele tiden om hans mor og søstre, og han fremmanede billeder fra sit fædreland ved at spille fortolkninger af polsk folkemusik om aftenen på Jane Stirlings slot.
Chopin spillede sin sidste koncert den 16. november 1848 ved et velgørenhedsarrangement for polske flygtninge i Guildhall i London. De fleste deltagere var dog mere interesserede i at danse og nyde forfriskningerne end at lytte til Chopins klaverspil, selv om han lagde alle sine sparsomme kræfter i det.
I slutningen af november vendte Chopin hjem til Paris. Hans sygdom tog til i styrke hen over vinteren, men han fortsatte ufortrødent med at se sine venner og besøgte også sin syge ven Adam Mickiewicz, som han muntrede op med sit klaverspil. Chopin havde ikke længere overskud til at undervise, men han komponerede stadig flittigt. Han manglede penge til de mest basale udgifter og lægeregninger, så han blev nødt til at sælge ud af sine møbler og ejendele.
Den 24. marts 2011 kom Frédéric Chopin-museet i Warszawa i besiddelse af nogle af Chopins breve, som ellers mentes at være gået tabt. Brevene er dateret fra 1845 til 1848 og beskriver komponistens dagligdag og hans Cellosonate i g-mol. Brevene var udstillet på museet frem til den 25. april 2011.
- Jane Stirling, af Devéria (ca. 1830).
- Fotografi taget af Bisson (1849).

### Død
Efterhånden som Chopins sygdom skred frem, nærede han ønske om at have et familiemedlem hos sig. I juni 1849 indvilligede hans storesøster Ludwika Jędrzejewicz, som havde givet ham hans første klavertimer, i at komme til Paris.
I september 1849 flyttede Chopin ind i en smuk, lys lejlighed på Place Vendôme 12 . Lejligheden på anden sal havde syv værelser og havde tidligere været den russiske ambassade; selv havde Chopin ikke råd til den, men hans velhavende skotske elev Jane Stirling havde lejet den til ham.
Den 15. oktober ændredes Chopins tilstand brat til det værre, og hans mange gæster blev bedt om at gå, så kun en håndfuld af hans nærmeste venner var hos ham. I løbet af det næste par dage troede de tit, at det var ude med Chopin, hvorpå han kom til sig selv igen. Han bad Delfina Potocka om at spille sonater og bad og anråbte Gud, selvom han få dage tidligere havde afslået at skrifte, fordi han ikke troede på det. Han beklagede, at George Sand havde lovet, at han ”skulle dø i hendes arme.” Han bad om et stykke papir, hvorpå han skrev: "Comme cette terre m'étouffera, je vous conjure de faire ouvrir mon corps pour [que] je ne sois pas enterré vif." ('Fordi denne jord vil kvæle mig, bønfalder jeg jer om at få mit lig obduceret, så jeg ikke bliver begravet levende.')
Kort efter midnat natten til onsdag den 17. oktober lænede lægen sig ind over Chopin og spurgte ham, om han led meget. ”Ikke længere,” svarede Chopin. Et par minutter i to samme nat sov han ind.
Chopins sygdom og dødsårsag forblev usikre og er blevet genstand for lægelig polemik. Hans dødsattest angiver dødsårsagen som tuberkulose. I 2008 blev en alternativ årsag foreslået: cystisk fibrose. Et modargument er dog, at der på Chopins tid kun var en minimal chance for at blive 39 år for en patient med ubehandlet cystisk fibrose. En samlet vurdering af de mulige årsager til Chopins lange sygdomsforløb blev offentliggjort i 2011. På baggrund af de forhåndenværende fakta virker det mest sandsynligt, at Chopin led af lungetuberkulose.
Mange, som ikke var til stede ved Chopins død, hævdede senere at have været det. Tad Szulc skriver: ”At have været til stede ved Chopins død lod til at give én historisk og social prestige.”
De tilstedeværende har sandsynligvis været Chopins storesøster Ludwika Jędrzejewicz, fyrstinde Marcelina Czartoryska, Solange og Auguste Clésinger (George Sands datter og svigersøn), Chopins ven og tidligere elev Adolf Gutmann, vennen Thomas Albrect og den polske katolske præst Fader Aleksander Jełowicki.
Ud på morgenen lavede Clésinger en dødsmaske af Chopin og en afstøbning af hans venstre hånd (Chopin havde tillagt venstre hånd stor betydning i sine værker). I overensstemmelse med Chopins ønske blev hans hjerte taget ud. Det blev konserveret i alkohol (muligvis cognac) for at blive bragt hjem til Polen, som han havde bedt om. Hans storesøster smuglede det til Warszawa gemt i en urne; det blev muret ind i en søjle i Helligkorskirken i Krakowskie Przedmieście under et epitaf udført af Leonard Marconi, med en inskription (Matt. 6-21): ”For hvor din skat er, dér vil også dit hjerte være.” Chopins hjerte blev fjernet og holdt skjult under 2. Verdenskrig, og under Warszawa-opstanden i 1944 blev kirken ødelagt. Den blev genopbygget efter krigen, og hjertet blev atter muret ind i en søjle. Kirken ligger kun et stenkast fra Krasiński-palæet – det sidste sted, Chopin boede inden afrejsen fra Polen.

### Begravelse
Chopins begravelse fandt sted i Madeleinekirken den 30. oktober 1849. Begravelsen blev overværet af næsten 3000 mennesker, men George Sand var ikke en af dem.
Mozarts Requiem blev sunget ved begravelsen. En af solisterne var Chopins og George Sands veninde Pauline Viardot. Der blev også spillet to af Chopins præludier. Franz Liszt var organist.
Efter ceremonien gik begravelsesoptoget den lange vej fra kirken i centrum af Paris til Père-Lachaise-kirkegården i den østlige ende af byen, hvor Chopin havde ønsket at blive stedt til hvile. Ved gravstedet blev Sørgemarchen fra hans 2. klaversonate spillet.
Chopins gravsten er tegnet og udført af Auguste Clésinger. Den forestiller musikkens muse Euterpe, der græder over en knækket lyre. Udgifterne til begravelsen og monumentet, der beløb sig til 5000 franc, blev betalt af Jane Stirling, der også betalte for Ludwikas hjemrejse til Warszawa. Efter begravelsen gik Jane Stirling længe klædt i sort (ifølge nogle resten af sit liv).
Chopins grav tiltrækker adskillige besøgende og er altid prydet med blomster, endda ved vintertid.
- Afstøbning af Chopins venstre hånd, af Clésinger.
- Hôtel Baudard de Saint-James, 12 Place Vendôme, Paris, hvor Chopin døde.
- Chopin på dødslejet, af Kwiatkowski (1849).

## Mindesmærker
Der findes mindesmærker for Chopin i form af statuer og skulpturer over hele verden. Mange komponister har også komponeret værker til ære for Chopin.
- Wacław Szymanowskis statue af Chopin i Łazienki-parken i Warszawa (indviet 1926).
- Søjle i Helligkorskirken i Warszawa. I bunden af denne søjle findes en urne med Chopins hjerte.
- Mindesmærke udført af billedhuggeren Józef Gosławski for Chopin i hans fødeby Żelazowa Wola, Polen.

## Musik
Langt størstedelen af Chopins kompositioner er soloværker for klaver; i alle hans øvrige værker spiller klaveret en rolle.
Om hans sonate i b-mol skrev Robert Schumann: ”Kun han påbegynder og afslutter sådan et værk: med disharmoni på disharmoni på disharmoni.” I Chopins musik mente han at have fundet “en kanon skjult under blomster.” Franz Liszt beskrev derimod Chopin som ”et blidt, harmonisk geni” i indledningen til sin biografi om ham (Life of Chopin). Så modstridende er skudsmålene om hans musik. Det første studium af Chopins musikalske stil blev offentliggjort af F. P. Laurencin i 1861 under titlen Die Harmonik der Neuzeit.
Ifølge Tad Szulc repræsenterer Chopins værker en nuancerigdom og udtryksmæssig dybde og ikke blot – på trods af deres sværhedsgrad – teknisk raffinement. Vladimir Horowitz beskrev Chopin som ”den eneste virkelig store klaverkomponist”.
I sine klaverværker kombinerede Chopin unikke rytmiske mønstre (f.eks. brugen af rubato) med en hyppig brug af kromatik og kontrapunkt. Denne kombination giver en delikat lyd i såvel melodi som harmoni, som bæres frem af interessante harmoniske figurer. Chopin forfinede nocturnen, der var opfundet af den irske komponist John Field. Tre af Chopins 21 Nocturner blev udgivet umiddelbart efter hans død i 1849 imod hans ønske. Han beskæftigede sig også med populære dansegenrer såsom den polske mazurek og wienervalsen, som han tilførte følelsesmæssig dybde.
Chopins mazurkaer tager udgangspunkt i den traditionelle polske folkedans mazurek, men har den egenskab, at de både egner sig til koncertsalen og dansegulvet. Med sine mazurkaer føjede Chopin et nationalt præg til sin musik, hvorved han skabte præcedens for mange komponister. Chopins kærlighed til sit fædreland øvede stor indflydelse på mange andre komponister, fortrinsvis fra Østeuropa, og han var en af de første komponister, der demonstrerede sit nationale tilhørsforhold i sin musik. Endvidere var han den første komponist, der udviklede en musikalsk genre fra hjemlandet til en genre, der appellerede til et større publikum (som det var tilfældet med hans mazurkaer og polonæser); på denne måde fremelskede han helt nye musikalske genrer.
Chopin var den første til at komponere ballader og scherzoer som selvstændige stykker. Inspireret af Bachs præludier og fugaer komponerede han også sine egne Præludier; de 24 præludier opus 28 dækker alle kvintcirklens 24 tonearter.
Chopin genopfandt etuden og udviklede den til et enestående koncertstykke. Samtidig brugte han sine Etuder som manual til sin egen revolutionerende stil – f.eks. at spille med de svage fingre (tre, fire og fem) i hurtige forløb (opus 10, nr. 2); at spille oktaver (opus 25, nr. 10); og at spille på de sorte tangenter med tommelfingeren (opus 10, nr. 5).

### Inspirationskilder
Chopin var blevet oplært i traditionen fra Beethoven, Haydn, Mozart og Clementi; selv fremhævede Chopin Bach og Mozart som de komponister, der havde haft størst betydning for ham.
Chopin lærte operagenren at kende allerede som elev hos Elsner; Carl Maria von Webers romantiske opera Jægerbruden var hans favorit. Derudover var Chopin optaget af italiensk opera, og hans ven, Vincenzo Bellini, var en væsentlig repræsentant for bel canto-operaen. Chopins musik er med sine lyriske melodier præget af vokalmusik og bel cantoens forsiringskunst.
Andre inspirationskilder var komponisterne Ignaz Moscheles, Friedrich Kalkbrenner, Carl Maria von Weber og, frem for alt, Johann Nepomuk Hummel og Maria Szymanowska (sidstnævnte modtog også undervisning af Elsner). Chopins undervisning byggede på disse komponisters værker, og ved hjælp af dem udviklede han sin egen umiskendelige klaverstil.
Elsner opmuntrede Chopin til at bruge elementer fra polsk folkemusik, dvs. de polske folkedanse og -sange, i sine værker. Det er disse elementer, der gør sig gældende i Chopins polonæser og mazurkaer, hans krakowiak for klaver og orkester samt andre af hans værker, hvis titler ikke røber forlægget (f.eks. er melodien i B-stykket af hans Scherzo nr. 1, opus 20 fra en gammel polsk julesalme: ’Lulajże Jezuniu’).

### Indflydelse
Mange af Chopins værker nyder stor popularitet, og hans musik har haft stor indflydelse på såvel samtid som eftertid.

### Rubato
Chopins musik er kendt for at gøre brug af rubato (som han selv benyttede, når han spillede sine værker). Dog kan rubato også misbruges, eksempelvis til at dække over en usikker teknik, hvilket man bør være opmærksom på.
”Hans klaverspil var altid nobelt og smukt; tonerne sang, om det så var i fuldt forte eller det blødeste piano. Han brugte uanede kræfter på at lære sine elever at spille legato og cantabile. Hans værste kritikpunkt var: ”Han – eller hun – kan ikke finde ud af at knytte to toner sammen.” Han forlangte også streng overholdelse af rytmen. Han afskyede tøven og vaklen, malplaceret rubato og overdreven ritardando … og det er netop på disse punkter, folk begår de værste fejl, når de spiller hans værker.” —Friederike Müller. From the Diary of a Viennese Chopin Pupil.
Selvom der findes citater om Chopin i stil med det ovenstående, som kan give indtryk af, "at den akkompagnerende hånd altid skal spille i nøjagtigt tempo," skal disse citater forstås ud fra den tid og det ærinde, de er skrevet i. Constantin von Sternberg (1852-1924) har skrevet:
”Det er underholdende at bemærke, at seriøse mennesker har en idé om, ”at højre hånd har en vis frihed, mens venstre hånd har at rette sig efter tempoet” i tempo rubato. (Se Niecks’ The Life of Chopin. 2. bind, s. 101). Hvilken musik ville der dog ikke blive ud af det! Noget i stil med en dygtig sanger, der bliver akkompagneret af en dumrian, der bare spiller løs uden at tage hensyn til sangeren, som i desperation må opgive ethvert forsøg på kunstnerisk udfoldelse. Nogle kvinder har sagt, at Chopin selv forklarede dem dette, men måske har de ikke forstået ham […]" —Constantin von Sternberg (1852–1924). Tempo rubato, and other essays.
Nogle af Chopins samtidige, f.eks. Hector Berlioz, har også bidraget med deres synspunkt.
De forskellige synspunkter er:
- At Chopin kræver nøjagtig rytme i venstre hånd.
- At usikre fortolkninger kan retfærdiggøres med henvisning til rubato.

### Romantikken
Chopin regnes for en af den romantikkens største komponister.
Chopin viste ikke sine samtidige megen interesse, selvom der blandt hans bekendtskaber var mange repræsentanter for romantikkens musik, litteratur og billedkunst; mange af disse var han kommet i kontakt med via George Sand. Chopins musik siges dog ikke desto mindre at indvarsle et epokeskifte.
Chopin beundrede Bach, Beethoven og Mozart. Han afstod fra den romantiske tendens til at knytte litterære eller maleriske forestillinger til musikken og forsynede aldrig sine værker med tematiske titler; han irettesatte de af sine forlæggere, der omdøbte hans værker eller gav dem tilnavne.

### Nationalisme
Ifølge den polske Chopin-biograf Zdzisław Jachimecki viste Chopin sit polske sindelag på mange punkter – i de hundredvis af breve på polsk, i hans medfølelse med de polske immigranter i Paris og hans afsky mod alt, der mindede ham om den russiske besættelse af Polen. Ligeledes komponerede Chopin melodier til mange polske tekster, men ikke en eneste tysk eller fransk, skønt der blandt hans venner var mange tyske og franske digtere.
Ifølge hans engelske biograf Arthur Hedley ”fandt Chopin det meste af sin inspiration i sig selv og Polens tragiske historie. Tanken om Polens storhed og lidelse lå ham altid på sinde, og han udviklede de primitive rytmer og melodier fra sin barndom til uforglemmelige kunstværker.”
Chopins eksempel har smittet af på senere komponister, der ligesom ham har givet folkemusik fra deres hjemlande en plads i deres værker. Som den tjekkiske Bedřich Smetana og norske Edvard Grieg.
Den ungarske komponist Franz Liszt, Chopins ven og samtidige, hentydede til Chopins hjemland, da han skrev, at Chopin ”må regnes som den første musiker, der har haft en individuel poetisk sans for en given nation.” Han omtalte Chopin som ”en polsk kunstner”. Komponisten Robert Schumann sigtede til Chopins voldsomme reaktion på Ruslands nedkæmpning af Novemberopstanden, da han skrev, at der i Chopins musik fandtes ”en kanon skjult af blomster”. Joseph Conrad, der var en stor beundrer af Chopins musik, hæftede sig ved ”polskheden” i hans værker.
Flere polske forfattere har brugt den polske form Szopen af Chopins efternavn.

## Værker
Der er bevaret over 230 af Chopins værker. Nogle af værkerne fra hans tidlige barndom er gået tabt. Klaveret spiller en central rolle i alle hans kendte værker. Ud over de mange solostykker for klaver komponerede han to klaverkoncerter og en del kammermusik.
Celloen indgår i Chopins klavertrio fra 1829 (sammen med violin) og i Introduction et Polonaise brillante i C-dur for cello og klaver. Også Grand Duo over temaer fra Giacomo Meyerbeers opera Robert le diable, som Chopin komponerede sammen med vennen og cellisten Auguste Franchomme, indeholder en cellostemme. Endelig komponerede Chopin en Sonate for cello og klaver, opus 65 – det sidste stykke, han udgav.
Der er bevaret 20 polske sange med klaverakkompagnement, som Chopin komponerede til privat brug. Sangene har ikke opnået samme status som eksempelvis Robert Schumanns Lieder.
Chopin nøjedes med at klassificere sine værker ud fra genre og nummer, og han udstyrede dem aldrig med tematiske titler. Hans værker var dog ofte inspireret af følelsesmæssige eller sensuelle oplevelser. En sådan inspiration fik han første gang fra en smuk ung pige Konstancja Gładkowska, der studerede sang ved Warszawas konservatorium. (Hun blev senere sangerinde ved byens opera). I breve til sin ven Tytus Woyciechowski skrev Chopin, hvilke værker og endda hvilke dele af dem som var inspireret af hans erotiske reaktioner. Hans venskaber med førende repræsentanter for Warszawas kunstneriske og intellektuelle miljø som Maurycy Mochnacki, Józef Bohdan Zaleski og Julian Fontana gav i ungdomsårene yderligere næring til hans kunstneriske sjæl.

### Ballader
Chopins ballader er en samling af fire solostykker for klaver komponeret mellem 1835 og 1842. De hører til de mest udfordrende klaverværker.

### Etuder
Chopins etuder opus 10 og opus 25 samt de tre posthumt udgivne etuder egner sig godt til at opøve klaverteknik, men er samtidig interessante nok til at blive spillet til koncerter.
Før Chopin blev etuden overvejende brugt til musikundervisning (jf. Carl Czerny, Muzio Clementi og Johann Baptist Cramer), men i den romantiske periode fik den status af koncertstykke. Chopins etuder er ekspressive karakterstykker, som han brugte til en systematisk udforskning af klaverets udtryksmuligheder og tekniske forudsætninger. Resultatet blev en uforlignelig personlig stil. Også Franz Liszt og andre af tidens pianister, såsom Adolf Henselt og Charles-Valentin Alkan, såvel som de senere Aleksandr Skrjabin og Claude Debussy videreudviklede etudegenren.
Chopins etuder er delvist baserede på J. S. Bachs præludier fra første del af Das Wohltemperierte Klavier, men Chopin udvidede den klavertekniske og harmoniske dimension betragteligt.
Chopins berømte Revolutionsetude i c-mol (opus 10, nr. 12) – en heroisk melodi i højre hånd over en teknisk krævende sekstendedelsfigur i venstre – skal være komponeret samtidig med, at Novemberopstanden blev slået ned. Stykkets ophidsede stemning og åbne slutning giver indtryk af at være skabt til at udtrykke personlige følelser.
Også Etude opus 10, nr. 5 i Ges-dur med tilnavnet ”Sorte Tangenter” er populær. Tilnavnet skyldes, at højre hånd næsten udelukkende spiller på de sorte tangenter.
I opus 25-samlingen gør nr. 11 i a-mol (”Vinterbrise”) sig bemærket. Det koralagtige og vemodige tema præsenteres i de første fire takter, før det får selskab af virtuose passager i overstemmen.

### Fantaisie, Berceuse og Barcarolle
Af de større soloværker for klaver, som ikke indgår i grupper eller cyklusser, viser Fantaisie i f-mol, opus 49 (1841), Berceuse i Des-dur, opus 57 (1844) og Barcarolle i Fis-dur, opus 60 (1846) Chopins særegne evne til at improvisere. Bevarede skitser til berceusen giver et sjældent indblik i Chopins arbejdsproces.

### Impromptuer
I sin levetid udgav Chopin tre impromptuer (komponeret 1837, 1839 og 1843). De har i mindre grad Franz Schuberts impromptuer som forbillede.
Et fjerde impromptu, Fantaisie-Impromptu fra 1834, udkom posthumt som opus 66, fordi Chopin ikke havde villet udgive det selv. En forklaring kan være, at Chopin efter at have færdiggjort stykket blev opmærksom på, at det i høj grad mindede om Vivace-temaet fra Ignaz Moscheles’ Impromptu (opus 89) – og at Chopin ikke ville udsætte sig selv for påstande om plagiat. Fantaisie-Impromptu er et af Chopins kendteste værker.
Impromptu (opus 89) og Chopins Fantaisie-Impromptu (opus 66, posthumt).
Fantaisie-Impromptu (opus 66, posthumt).

### Klaverkoncerter
Chopin komponerede to koncerter for klaver. Den første koncert i e-mol blev til senere end den anden (i f-mol). Det er ikke helt klart, om Chopin selv orkestrerede koncerterne; men kun lidt taler imod, for Chopin beherskede orkestrering.
Klaverkoncerterne viser, at Chopin anså orkesteret for et udsmykkende vedhæng. Orkesteret spiller en fremtrædende rolle i indledninger, overgange og slutpassager, men i de dele, hvor klaveret bærer melodien, bruges orkesteret kun som akkompagnement. Det er vigtigt at notere sig, at klavermekanikken endnu var i udvikling, da Chopin komponerede koncerterne. På den tid havde klavererne svagere lyd end nutidens; derfor gav Chopin orkesteret en tilbagetrukket rolle, når orkester og solist spiller samtidigt.

### Nocturner
Chopins nocturner tæller 21 solostykker for klaver komponeret mellem 1827 og 1846. De regnes for nogle af de fineste værker for klaver og har en fast plads i koncertrepertoiret.

### Polonæser, mazurkaer og valse
De syv polonæser, Chopin udgav i løbet af sit liv (samt de ni, der blev udgivet posthumt), var ment som en hyldest til polsk kultur som svar på den russiske besættelse af Polen. Polonæse i A-dur (opus 40, nr. 1), og Polonæse i As-dur, opus 53, hører til Chopins højest elskede og oftest spillede værker.
I modsætning til polonæsen var mazurkaen en ganske ny genre i begyndelsen af 1800-tallet. Den vandt hurtigt udbredelse i hele Europa. Chopin hørte nogle af de moderne mazurkaer i Paris’ saloner, men han var samtidig fortrolig med de traditionelle folkedanse mazurek, kujawiak og oberek fra sine sommerophold på landet i Polen. 15 år gammel komponerede han sine første mazurkaer (B-dur, K. 891-895).
Fra og med opus 6 (1830-32) udgav Chopin sædvanligvis sine mazurkaer i cyklusser. Mange af disse er udstyret med et stort anlagt afslutningsstykke.
Chopins polonæser og mazurkaer er ofte bravurstykker, og på grund af deres hurtige tempo egner de sig ikke som dansemusik.
Det samme gælder valsene, der er ment som underholdningsmusik i salonerne. Derfor er det ikke underligt, at han med få undtagelser komponerede sine valse i durtonearter, der giver dem en lysere stemning end moltonearter.
Den berømte Minutvals er – på trods af navnet – ikke beregnet til at skulle spilles på et minut. Den gennemsnitlige spilletid er cirka 1 minut og 45 sekunder. Valsen er også kendt under navnet Petit chien (fransk: ”Lille Hund”), da Chopin ifølge traditionen blev inspireret til hovedtemaet af at se på en hvalp, som jagede sin egen hale.

### Præludier
Chopin komponerede sine 24 præludier opus 28 som en hyldest til J. S. Bachs Das Wohltemperierte Klavier. Præludierne følger tonearterne i kvintcirklen, hvorimod Bach benyttede den kromatiske skala til at skabe et præludium for hver toneart.
Præludierne antog deres endelige form under opholdet på Mallorca. Robert Schumann brugte ordet merkwürdig (bemærkelsesværdig), om stykkerne, og ud fra hans beskrivelse fornemmer man, hvor mangfoldige i form og udtryk de er:
”… det er skitser, etudefragmenter, eller ruiner om man vil, enkelte er flyvefærdige, i et farverigt og vildt virvar. Men hvert stykke præges af hans adelsmærke: ”Friedrich Chopin skrev dette”; man genkender ham på pausens heftige åndedrag. Han er og bliver tidens modigste og stolteste digterånd. Hæftet indeholder også sygt, feberhedt, frastødende [materiale]; så enhver kan finde sin egen favorit, men bør holde sig fra filistrene.”
I præludiernes kompositoriske mikrokosmos støder man på elementer af talrige andre musikgenrer; enkelte stykker minder om etuder, andre om nocturner, sørgemarcher og mazurkaer. Stykkernes store udtrykskraft har fristet mange til at give dem tilnavne. Et eksempel er nummer 15, Regndråbepræludiet. Der knytter sig en legende til tilblivelsen af det: Det skal være blevet komponeret en nat, da George Sand og hendes børn vendte stærkt forsinkede hjem fra Palma og fandt Chopin i en forvirret sindstilstand. Sand beskriver hændelsen således:
”Han forestillede sig, at han var druknet i en sø, og tunge, iskolde dråber faldt taktfast på hans bryst. Mens jeg lyttede til ham, kunne man faktisk høre den jævne takt af dråber, som faldt oppe på taget, men han hævdede hårdnakket, at han ikke havde hørt det. Han blev endda irriteret, når jeg talte om tonemaleri og protesterede med god grund heftigt imod [at hans musik skulle opfattes som] en simpel gengivelse af akustiske indtryk.”
Gennem næsten hele stykket høres et gentagelsesmotiv af As-toner, som kan minde om jævne dryp. Sand fortalte ikke, hvilken komposition der var tale om, så det kan muligvis have drejet sig om et andet præludium, f.eks. nr. 6 i h-mol.

### Scherzoer
Mellem 1831 og 1843 komponerede Chopin fire scherzoer. De første tre er mørke og dramatiske, hvorimod den fjerde er mildere og mere legende.

### Sonater
Chopin komponerede blot tre sonater i sin levetid.
Klaversonate nr. 1 i c-mol (opus 4) er et ungdomsværk, som Chopin dedikerede til Józef Elsner.
Trediesatsen i Klaversonate nr. 2, opus 35 (fuldført i 1839) indeholder den berømte Sørgemarch med Grave – doppio movimento og Scherzo som første og anden sats og Finale: Presto som afslutningssats. Allerede på Chopins tid vakte dette værk stor opstandelse; alle satserne er i mol, men er så uensartede, at Robert Schumann bemærkede, at Chopin i dette værk ”havde samlet fire af sine mest uregerlige børn.” Grave – doppio movimento begynder med et stormfuldt førstetema, som går over i et mere lyrisk tema. Scherzo er virtuos og drilsk med et mere melodisk B-stykke (Schumann: ”Dristig, åndrig, fantastisk”). Den tragiske Begravelsesmarch har tempobetegnelsen lento (langsomt) og rummer et mere melodiøst B-stykke. Finale: Presto er et stormløb, hvor højre og venstre hånd spiller unisont, uden en eneste pause eller akkord før de afsluttende takter. Selv beskrev Chopin finalesatsen således: ”Den venstre hånd sludrer unisont med den højre efter marchen.”
Klaversonate nr. 3 i h-mol, opus 58 (1844) følger med få undtagelser den klassiske sonateform med hensyn til satsrækkefølge og opbygning. Den kan have været et forsøg på at imødekomme kritikken af Klaversonate nr. 2.

## Liste over værker
Chopins værker omfatter:
- 59 mazurkaer
- 27 etuder (12 etuder opus 10, 12 etuder opus 25 og tre uden opusnummer)
- 27 præludier
- 21 nocturner
- 20 valse
- 18 polonæser (herunder en med orkesterakkompagnement og en for cello med klaverakkompagnement)
- 5 rondoer
- 4 ballader
- 4 impromptuer
- 4 scherzoer
- 4 samlinger af variationer, bl.a. Souvenir de Paganini
- 3 écossaiser
- 3 klaversonater
- 2 koncerter for klaver og orkester (opus 11 og 21)

Andre værker indbefatter en Fantaisi; en Allegro de concert (muligvis et fragment af en ufuldendt koncert); en Barcarole; en berceuse; en bolero; en tarantel; en fuga; en cantabile; en lento; en Begravelsesmarch; en Feuille d’album; en krakowiak for klaver og orkester; Variationer over 'Là ci darem la mano' for klaver og orkester; fantasi over temaer fra polske sange med orkesterakkompagnement; en trio for violin, cello og klaver; en sonate for cello og klaver; en Grand Duo i E-dur for cello og klaver over temaer fra Giacomo Meyerbeers opera Robert le diable (komponeret sammen med Auguste Franchomme); og mindst 19 polske sange for vokal og klaver.

### Opusnummer
Det sidste opusnummer, Chopin brugte, var 65 (hans Cellosonate i g-mol).
På sit dødsleje anmodede Chopin om, at alle hans uudgivne manuskripter blev tilintetgjort. Efter Chopins død bad hans mor og søstre ikke desto mindre hans ven Julian Fontana om at ordne og udgive hans efterladte værker.
Fontana udvalgte 23 værker og grupperede dem under otte opusnumre (opus 66-73). De blev udgivet i 1855.
I 1857 blev 17 polske sange, som Chopin havde skrevet i forskellige perioder af sit liv, udgivet under opusnummeret 74 (sangenes rækkefølge afspejler ikke den rækkefølge, de blev komponeret i). To andre sange blev udgivet i 1910.
Værker udgivet senere end 1857 er ikke blevet tildelt opusnumre; i stedet benyttes skiftende katalognumre.

### Versionsforskelle
Chopin udgav meget af sin musik i Tyskland, Frankrig og England på samme tid. Ofte er der uoverensstemmelser mellem de tre versioner (bl.a. med hensyn til frasering, dynamik, fingersætning og endda selve noderne). Chopin, der ofte fandt på nye måder at raffinere sin musik på, var tilbøjelig til at redigere sine værker, selvom han allerede havde sendt den endelige version til sine forlæggere. Det gør det svært at vurdere, hvilken version der bedst afspejler hans tanker. Selv godkendte han alle versioner af sine værker.
Der er blevet gjort forsøg på at samle alle informationer og kilder om de forskellige versioner af det samme værk i én bog. På trods heraf må den enkelte forlægger selv afgøre, hvilken version der er den rette. Måske havde Chopin selv svært ved at udpege én version som den rigtige, hvorfor der i dag findes så mange forskellige versioner.

#### Biografier
- Biografi om Chopin Arkiveret 27. august 2012 hos  Wayback Machine på Fryderyk Chopin Society's webside. (engelsk)
- Biografi om Chopin Arkiveret 25. januar 2012 hos  Wayback Machine på The Fryderyk Chopin Institute's webside. (engelsk)
- Essay om Chopin fra Classical Music Pages Arkiveret 13. oktober 2009 hos  Wayback Machine (engelsk)
- Biografier fra Project Gutenberg:
  - Huneker, James. Chopin: The Man and his Music Arkiveret 14. oktober 2004 hos  Wayback Machine. (engelsk)
  - Niecks, Frederick. Frederick Chopin as a Man and Musician Arkiveret 14. oktober 2004 hos  Wayback Machine. (engelsk)

### Noder
- Frie noder af Frédéric Chopin i International Music Score Library Project
- Noder til alle Chopins værker Arkiveret 20. november 2012 hos  Wayback Machine fra Musica Neo.
- Frit tilgængelige noder af Frédéric Chopin på Mutopia-projektet

- Frit tilgængelige noder af Frédéric Chopin i Choral Public Domain Library (ChoralWiki)